# Malko Tjotjoveni
Malko Tjotjoveni (bulgariska: Малко Чочовени) är ett distrikt i Bulgarien.   Det ligger i kommunen Obsjtina Sliven och regionen Sliven, i den centrala delen av landet, 230 km öster om huvudstaden Sofia.
Trakten runt Malko Tjotjoveni består till största delen av jordbruksmark. Runt Malko Tjotjoveni är det ganska tätbefolkat, med 96 invånare per kvadratkilometer.